# (14974) Počátky
(14974) Počátky (1997 SK1) – planetoida z pasa głównego asteroid okrążająca Słońce w ciągu 4,27 lat w średniej odległości 2,63 j.a. Odkryta 22 września 1997 roku.